# 혼약수
혼약수(婚約數) 또는 부부수(夫婦數)는 친화수와 유사한 것으로, 예를 들어 48의 진약수 중 1을 제외한 진약수들의 합이 75고, 75의 진약수 중 1을 제외한 진약수들의 합이 48이 되는데, 이런 경우를 혼약수라고 한다. 혼약수에는 다음과 같은 경우가 있다. (OEIS의 수열 A005276)
(48, 75), (140, 195), (1575, 1648), (1050, 1925), (2024,2295)
혼약수 중에서 가장 작은 쌍은 (OEIS의 수열 A003502)에, 가장 큰 쌍은 (OEIS의 수열 A003503)에 등재되어 있다.

## 참고 문헌
- Hagis, Peter, jr; Lord, Graham (1977). “Quasi-amicable numbers”. 《Math. Comput.》 31: 608–611. doi:10.1090/s0025-5718-1977-0434939-3. ISSN 0025-5718. Zbl 0355.10010.
- Sándor, József; Mitrinović, Dragoslav S.; Crstici, Borislav, 편집. (2006). 《Handbook of number theory I》. Dordrecht: Springer-Verlag. 113쪽. ISBN 1-4020-4215-9. Zbl 1151.11300.
- Sándor, Jozsef; Crstici, Borislav (2004). 《Handbook of number theory II》. Dordrecht: Kluwer Academic. 68쪽. ISBN 1-4020-2546-7. Zbl 1079.11001.